# روجر هورن
روجر هورن (بالإنجليزية: Roger Horn)‏ هو رياضياتي أمريكي، ولد في 1942.